# NGC 2592
NGC 2592 è una galassia ellittica situata nella costellazione del Cancro, a una distanza di circa 106 milioni di anni luce dalla nostra Via Lattea.

## Scoperta
La galassia è stata scoperta l'11 marzo 1785 dall'astronomo britannico di origine tedesca William Herschel.